# Guglielmo di Varax
Guglielmo di Varax (... – Losanna, 11 aprile 1466) è stato un abate e vescovo cattolico francese.

## Biografia
Figlio di Etienne di Varax e Claudine de Saint-Amour e originario della Savoia, nel 1446 fu nominato abate commendatario della Sacra di San Michele della Chiusa da papa Eugenio IV (mentre il Capitolo dell'abbazia caldeggiava anche il nome di Francesco di Savoia, che fu riproposto anche successivamente); suo fratello Bertolino fu castellano della vicina Giaveno. Nel 1454 Guglielmo confermò e riformò gli statuti della stessa Giaveno.
Dal 1461 fu vescovo di Belley e dal 1462 fu vescovo di Losanna.
Alla sua morte, nel 1466, gli succedette alla reggenza dell'abbazia il nipote Giovanni di Varax.